# Стави Львівської області
Стави Львівської області — стави, які розташовані на території Львівської області (в адміністративних районах і басейнах річок).
На території Львівської області налічується 3055 ставків, загальною площею 9120 га, об'ємом 115,2 млн м³.

## Загальна характеристика
Територія Львівської області становить 21,8 тис. км² (3,6 % площі України).
Територією Львівської області проходить Головний європейський вододіл, що розділяє басейни Чорного та Балтійського морів, зокрема 40 % території області знаходиться в басейні Вісли, 10 % — Дніпра та 50 % — у басейні Дністра.
Гідрографічна мережа Львівської області включає дві великі річки: Західний Буг (195 км в межах області), яка впадає на території Польщі у р. Нарев, праву притоку Вісли; Дністер (207 км на території області). Середні річки: притоки Дністра — Стрий, Серет; притоки Вісли — Сян; притока Прип'яті (басейн Дніпра) — Стир з Іквою.
Цільова структура використання ставків — більшість комплексного використання та для риборозведення, а також для зволоження земель.
Найбільше ставків знаходиться на території Яворівського (347 шт.), Городоцького (210 шт.), Пустомитівського (204 шт.) районів.
Близько 30 % ставків Львівської області використовуються на умовах оренди.

## Наявність ставків у межах адміністративно-територіальних районів та міст обласного підпорядкування Львівської області[1]
| Район, місто     | Кількість ставків, шт. | Площа ставків, га | Об'єм ставків, млн м³ | В оренді, шт. | В оренді, га |
| ---------------- | ---------------------- | ----------------- | --------------------- | ------------- | ------------ |
| Бродівський      | 123                    | 730               | 8,6                   | 27            | 184          |
| Буський          | 50                     | 304               | 3,6                   | 16            | 130          |
| Городоцький      | 210                    | 822               | 11,4                  | 49            | 200          |
| Дрогобицький     | 197                    | 230               | 3,8                   | 9             | 40           |
| Жидачівський     | 138                    | 246               | 2,2                   | 44            | 50           |
| Жовківський      | 186                    | 654               | 7,1                   | 110           | 423          |
| Золочівський     | 124                    | 270               | 4,1                   | 30            | 100          |
| Кам'янка-Бузький | 129                    | 329               | 6,4                   | 50            | 140          |
| Миколаївський    | 177                    | 1071              | 11,0                  | 97            | 726          |
| Мостиський       | 142                    | 213               | 2,0                   | 15            | 27           |
| Перемишлянський  | 118                    | 221               | 3,2                   | 60            | 186          |
| Пустомитівський  | 204                    | 465               | 5,7                   | 79            | 273          |
| Радехівський     | 121                    | 716               | 11,1                  | 35            | 179          |
| Самбірський      | 182                    | 250               | 3,2                   | 12            | 53           |
| Сколівський      | 45                     | 5                 | 0,1                   | 25            | 1            |
| Сокальський      | 144                    | 307               | 3,3                   | 40            | 140          |
| Старосамбірський | 182                    | 222               | 1,8                   | 106           | 176          |
| Стрийський       | 180                    | 551               | 4,8                   | 27            | 49           |
| Турківський      | 33                     | 15                | 0,1                   | 9             | 6            |
| Яворівський      | 347                    | 1436              | 20,3                  | 49            | 291          |
| м. Борислав      | 6                      | 4                 | 0,2                   | -*            | —            |
| м. Дрогобич      | 12                     | 32                | 0,8                   | 1             | 20           |
| м. Моршин        | 1                      | 3                 | 0,1                   | -             | —            |
| м. Новий Розділ  | 2                      | 6                 | 0,1                   | 2             | 6            |
| м. Самбір        | 1                      | 9                 | 0,1                   | —             | -            |
| м. Трускавець    | 1                      | 5                 | 0,1                   | —             | -            |
| Разом            | 3055                   | 9120              | 115,2                 | 892           | 3400         |

Примітки: -* — немає ставків, переданих в оренду.

## Наявність ставків у межах основнихрайонів річкових басейнівна території Львівської області[1]
| Район річкового басейну | Кількість ставків, шт. | Площа ставків, га | Об'єм ставків, млн м³ | В оренді, шт. | В оренді, га |
| ----------------------- | ---------------------- | ----------------- | --------------------- | ------------- | ------------ |
| Дніпра, у тому числі    | 204                    | 1042              | 14,3                  | 52            | 280          |
| р. Стир                 | 204                    | 1042              | 14,3                  | 52            | 280          |
| Дністра, у тому числі   | 1651                   | 4550              | 56,8                  | 480           | 1780         |
| р. Серет                | 25                     | 314               | 3,8                   | 12            | 128          |
| р. Стрий                | 161                    | 228               | 2,4                   | 51            | 30           |
| Вісли, у тому числі     | 1200                   | 3530              | 44,1                  | 360           | 1360         |
| р. Західний Буг         | 718                    | 2130              | 27,6                  | 278           | 1020         |
| р. Сан                  | 482                    | 1400              | 16,5                  | 82            | 340          |
| Разом                   | 3055                   | 9120              | 115,2                 | 892           | 3400         |

Найбільша кількість ставків знаходиться в басейні Дністра, що становить 54 % від загальної кількості ставків у Львівській області. 24 % та 15 % відповідно ставків в басейні Західного Бугу та Сяну. Найменший відсоток (7 %) ставків в басейні Дніпра.